# Тегіне-бей
Тегіне-бей (Текіє, Тегіня) — емір правого крила Золотої Орди, глава роду Ширін у Криму першої половини XV століття.

## Походження
Згідно з родоводом Ширінських, дід Тегіне Дагли-бей Ширінський «командував народом», а батько Руктемір «завжди перебував при хані Тохтамиші». За заслуги у збереженні життя хана, Тохтамиш звів Руктеміра «в перші над усіма йому хану підвладними беями та народами». Руктемір посідав у Дивані перше місце біля хана з правого боку, будучи главою правого крила Золотої Орди. Йому було надано право на мигдалеподібну печатку «бадеми мугир», що було символом ханської гідності. Тохтамиш віддав заміж за Руктеміра свою сестру Джаніке Слухані. Від цього шлюбу і народився Тегіне-Бей Ширінський.

## Біографія
З 1419 році Тегіне активно підтримував Улу Мухаммеда в його боротьбі за владу. За повідомленням літопису ад-Дзехеві, Тегіне-бей в 1419 році обіймав посаду еміра правого крила.
1431 року під час суперечки московських князів Василя Темного та Юрія Дмитровича Звенигородського про велике князювання активно підтримував Юрія Дмитровича. Проти князя Юрія в Орді виступали дружина Мін-Булат, емір Айдар та інші «князі» з ханського оточення. Князь Юрій терпів в Орді «безчестя і втому велику», але Тегіне-бей силою звільнив князя і відвіз його у свій тумен Крим, «обіцяючи йому дати велике князювання».
Улу Мухаммед, нехтуючи порадами Тегіне, вирішив конфлікт на користь Василя, завдавши цим глибокої образи. У разі невдоволення Тегіне вирішили просто вбити. Навесні 1432 року, коли Тегіне прибув до Орди, про такий задум його попередив племінник Усейн, постільничий хана. В цей час вже з'явився новий претендент на ханський трон Кучук-Мухаммед, і Тегіне пригрозив піти до нього. Через війну хан прийняв половинчасте рішення: ярлик на Велике князювання віддавався князю Василю, а князь Юрій отримував Дмитров із волостями. Прийнявши таке рішення, хан отримав невдоволення Василя, незалежність Юрія та зраду Тегіне. У 1432 році, коли на Улу-Мухаммеда рушив Кучук-Мухаммед, Тегіне та інший кримський вождь Хайдар разом зі своїми загонами покинули Улу-Мухаммеда, прирікаючи його на поразку.
У Криму Тегіне діяв проти колоній Генуезької республіки спільно з князем Феодоро Олексієм I, проголосивши ханом Хаджі Ґерая. В 1434 році кримсько-феодоритське військо завдало поразки армії Генуї в битві при Солхаті.
У Криму Тегіне Ширін та Хайдар Кунграт сприяли приходу до влади чергового претендента на ханський престол Сайїд-Ахмада, сина Керим-Берди та онука Токтамиша.